# Rugosodon
Rugosodon eurasiaticus is een uitgestorven zoogdier uit de Multituberculata. Dit dier leefde tijdens het Laat-Jura (ongeveer 160 miljoen jaar geleden) in wat nu de Volksrepubliek China is. 
Rugosodonis een basale vertegenwoordiger van de Multituberculata en de soort is bekend van een vrijwel compleet gefossileerd skelet inclusief schedel dat werd gevonden in de Tiaojishan-formatie. Rugosodon leek sterk op een hedendaagse chipmunk. De tanden wijzen op een omnivore leefwijze. De mobiele enkelgewrichten passen bij een boomlevend dier. De vondst van Rugosodon geeft inzicht in de leefwijze van de oudere multituberculaten. Het bijzonder flexibele enkelgewricht zijn bekend van latere multituberculaten, maar onbekend was of dit een typisch kenmerk van de groep was. De oudere soorten waren voorheen grotendeels bekend van fragmentarische fossielen. De bouw van de enkel van Rugosodon toont aan dat het flexibele enkelgewricht een vroeg kenmerk van de multituberculaten was en vermoedelijk een belangrijke rol heeft gespeeld in hun evolutionaire succes. Het dieet van Rugosodon vormt een overgang tussen de insectivore basale zoogdieren en de veelal herbivore latere multituberculaten.